# Sylvain Salnave

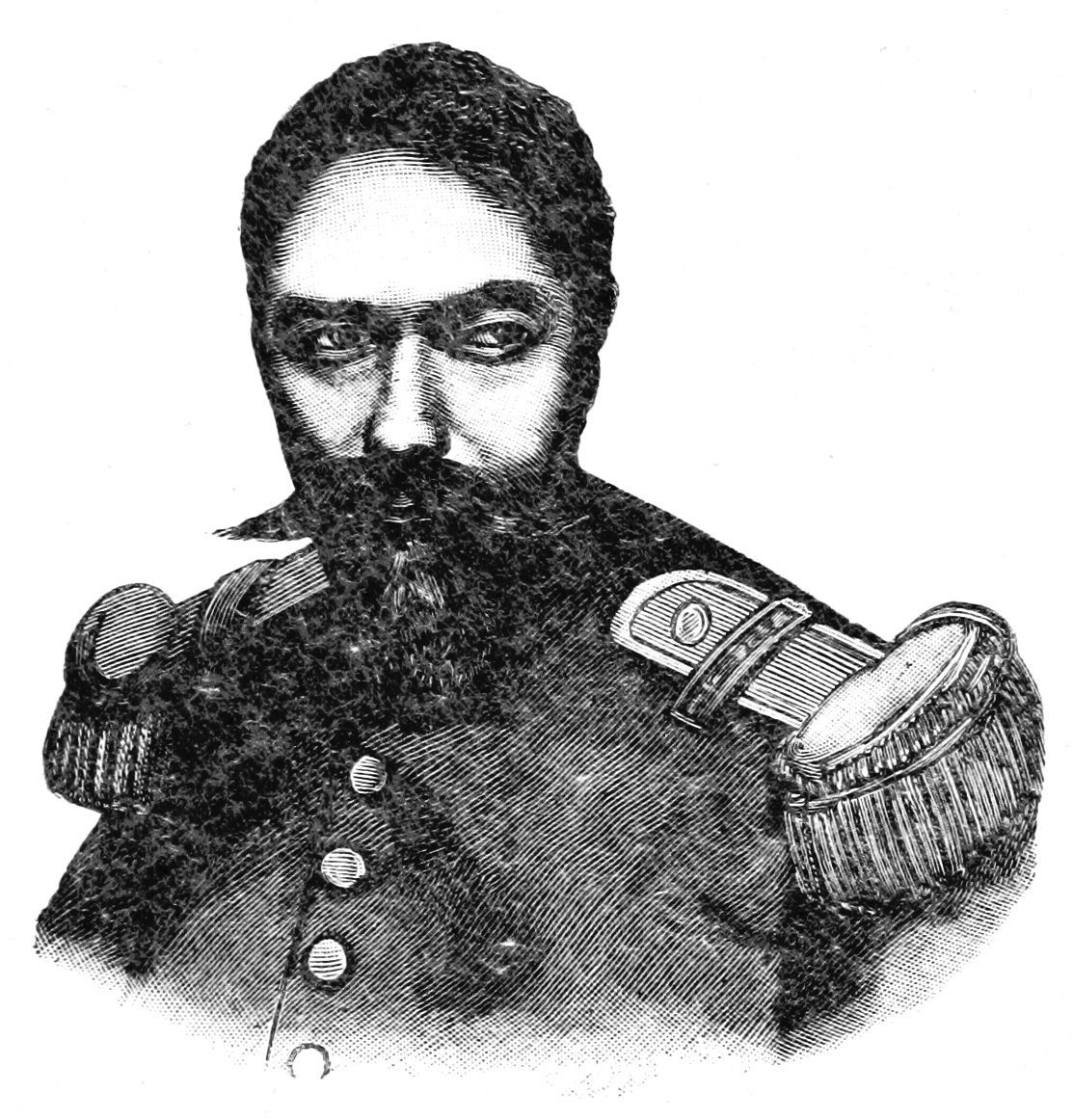
Sylvain Salnave (Bild von 1892)

Sylvain Salnave (* 7. Februar 1826 in Cap-Haïtien; † 15. Januar 1870 in Port-au-Prince (Hinrichtung)) war ein haitianischer Politiker und Präsident von Haiti.

## Biografie

### Familie und militärische Laufbahn
Der Sohn von Sylvestre Salnave und Fillette Ragonse erhielt eine bürgerliche schulische Ausbildung und trat 1850 der Armee bei. Im Laufe der Zeit stieg er zum Offizier auf. Beim Sturz von Faustin Soulouque durch Fabre Geffrard im Januar 1859 war er Hauptmann der Kavallerie. Wegen seiner Unterstützung des Staatsstreichs wurde er von Geffrard zum Major befördert. Bereits zwei Jahre später überwarf er sich jedoch mit Präsident Geffrard wegen dessen Haltung zur Frage der Besetzung der Dominikanischen Republik durch Spanien. Später jedoch war er Anführer verschiedener Aufstände an der Grenze zum Nachbarland. 1864 gehörte er zu den Helfern einer Revolte im Norden Haitis, die jedoch mit Hilfe spanischer Truppen niedergeschlagen wurde.
Im Juli 1866 war er Anführer eines erneuten Aufstands in Gonaïves. Obwohl auch dieser niedergeschlagen wurde, nahm diese Revolte weiter zu, so dass ihm nach einem revolutionären Aufruf (Pronunciamento) vom 22. Februar 1867 bereits am 13. März 1867 der Einmarsch in Port-au-Prince gelang.
Seine Tochter Marie Louise Rosa Salnave heiratete 1881 Anténor Firmin, einen General, der später unter mehreren Präsidenten Minister und Gesandter war.

### Präsident 1867 bis 1869
Nach der Flucht von Präsident Fabre Geffrard am 13. März 1867 übernahm zunächst der Rat der Staatssekretäre und dann Nissage Saget als kommissarischer Präsident die Macht in Haiti. Bei seiner Ankunft in der Hauptstadt im April 1867 wurde Salnave ein herzlicher Empfang bereitet. Kurz darauf wurde er am 2. Mai 1867 zusammen mit Saget und Victorin Chevallier Mitglied einer Provisorischen Regierung. Seine Anhänger waren verärgert über diese Machtaufteilung und auf deren Druck übernahm er bereits am 4. Mai 1867 als Protektor der Republik das Amt des Präsidenten von Haiti.
Das Verhalten der Massen und die wachsende Popularität von Salnave begannen die Liberale Partei zu beunruhigen, die sich einmal mehr einem aus dem Militär stammenden Präsidenten fügen musste. Dieses Misstrauen in ihren neuen Führer war schlecht für die öffentliche Ruhe. Die Nationalversammlung kam am 6. Mai 1867 in Port-au-Prince zusammen und am 14. Juni 1867 wurde eine neue Verfassung angenommen, die eine Präsidentschaft auf Lebenszeit verbot und stattdessen eine Beschränkung der Amtszeit des Chefs der Exekutive auf vier Jahre festsetzte. Die Verfassung von 1867 baute unter Berücksichtigung der aktuellen Änderungen im Wesentlichen auf der Verfassung von 1843 auf.
Am 14. Juni 1867 wurde Salnave dann auch offiziell zum Präsidenten der Republik gewählt. Seine Popularität beim Volk verdankte er dabei seinem Mut und seiner einfachen Lebensweise. In seinen politischen Ansichten war er jedoch weit davon entfernt, liberal zu sein. Bald kam es zu Meinungsverschiedenheiten mit der Legislative, die der Ansicht war, dass die Zeit zur Begründung eines parlamentarischen Systems gekommen sei.

### Rebellion im Süden Haitis
Am 11. Oktober 1867 war der Bruch mit dem Parlament vollkommen, nachdem die Deputiertenkammer sich in einer Interpellation des Kabinetts mit der Gefangennahme und Inhaftierung von General Léon Montas befasste. Kurz zuvor hatten die Kleinbauern in Vallières einen bewaffneten Aufstand gegen Salnave begonnen. General Montas wurde der Anstiftung und Führerschaft des Aufstandes beschuldigt. Die Mitglieder der Regierung warfen der Deputiertenkammer offen vor, die Rebellen zu dulden. Daraufhin besetzten die rebellierende Massen das Parlamentsgebäude und warfen die Abgeordneten aus dem Gebäude. Dieses führte zu weiteren gewalttätigen Handlungen. In der Zwischenzeit begab sich Präsident Salnave nach Gonaïves, um die Aufständischen in Vallières zu besiegen, die mittlerweile den Namen Cacos (Papageien) angenommen hatten. Gleichzeitig entließ Salnave die Abgeordneten und setzte die Verfassung außer Kraft. Des Weiteren war er der Ansicht, dass die Opposition, mit der er sich traf, die beschränkte Autorität annahm. Danach ließ er am 22. April 1868 einen weiteren Fehler zu, indem er den Offizieren und Unteroffizieren seiner Armee im Hauptquartier in Trou-du-Nord die Erlaubnis gab, eine Petition zur Aufhebung der Verfassung und zur Ausstattung des Präsidenten mit diktatorischen Vollmachten zu verfassen. Dadurch erhielt Salnave verfassungswidrig unbeschränkte Macht und die Präsidentschaft auf Lebenszeit.
General Nissage Saget, der damalige Kommandeur der Armeeeinheiten im Arrondissement Saint-Marc, erhob die Waffen gegen diese Usurpation. Einmal mehr war das Volk enttäuscht über eine Regierung, die gegründet war auf Legalität und Freiheit. Das Land erreichte mit den landesweiten Protesten rasch eine seiner kritischsten Zeiten seit Beginn der Unabhängigkeit 1804. Die Kommandeure der Armeeeinheiten in Léogâne (Pétion Faubert), L'Anse-à-Veau (General Normil), Aquin (Michel Domingue) sowie in Pétionville und Croix-de-Bouquets (Pierre Théoma Boisrond-Canal) erhoben sich alle gegen die Diktatur von Salnave in Port-au-Prince. Das Hauptquartier der Aufständischen befand sich in Carrefour, drei Meilen von Port-au-Prince entfernt.
Salnave versuchte vergeblich, mit den Aufständischen Beziehungen aufzunehmen. Anschließend versuchte er seine Macht und Autorität zu bewahren. Er hatte den Vorteil der uneinheitlichen Führung innerhalb seiner Gegnerschaft. Nach einer erfolgreichen Konterrevolution in Léogâne und in den Bergen von Jacmel sahen sich die Aufständischen gezwungen, am 17. Juli 1868 die Belagerung von Port-au-Prince abzubrechen. Diese führte jedoch dazu, dass die Rebellen die Notwendigkeit einer einheitlichen Regierungsorganisation einsahen. Aus diesem Grund wurde Saget am 17. Juli 1868 in Saint-Marc zum Provisorischen Präsidenten proklamiert, während Domingue am 22. September 1868 in Les Cayes Präsident des Südstaates wurde.

### Versuch des Rückgewinns der Macht, Absetzung und Hinrichtung
Die Furchtlosigkeit von Salnave schien eine Zeit lang die Niederschlagung seiner Gegner zu ermöglichen. Er hatte daneben in den USA ein Dampfschiff angekauft, dass die von den Südrebellen eroberten Kriegsschiffe 22. Decembre und Geffrard ersetzen sollte. Das neue Kriegsschiff mit dem Namen "Alexandre Pétion" erreichte Port-au-Prince am 19. September 1868. Am nächsten Tag fuhr Salnave mit der "Alexandre Pétion" Richtung Petit-Goâve, wo die vom Süden eroberten Kriegsschiffe ankerten. Die Alexandre Pétion versenkte die "22. Decembre", während der Kommandant der Geffrard sein Schiff selbst in die Luft sprengte, um eine Kaperung durch Salnave zu verhindern. Bei dem Gefecht bediente sich Salnaves eines Tricks: Die "Alexandre Pétion" fuhr unter dem Kommando des US-amerikanischen Kapitäns Niekells und unter der Flagge der Vereinigten Staaten, die sie erst bei der Eröffnung des Feuers auf die "Le 22 Decembre" durch die Flagge Haitis ersetzte. Durch diesen Missbrauch der Nationalfarben einer befreundeten Macht wurden die Dampfschiffe der Aufständischen überrascht und konnten somit leicht zerstört werden.
Im Oktober 1868 verstieß Salnave erneut gegen Internationales Recht. Er befand sich an Bord der Alexandre Pétion, die Jérémie bombardierte, als der US-amerikanische Dampfer "USS Maratanza" diesen Hafen erreichte. Seine Eigentümer verhandelten mit der Regierung von Salnave, die sich entschied, das Schiff zu kaufen. Der diplomatische Unterhändler der USA, C. H. Hollister, befand sich an Bord des Schiffes, um in Jérémie mit dem US-Konsul über den bestmöglichen Schutz der amerikanischen Interessen und Staatsbürger zu sprechen. Salnave kaufte das Schiff sofort, nachdem er an Bord der USS Maratanza gegangen war, holte die US-Flagge ein, hisste die haitianische Flagge und bezog trotz des Protests von Hollister die USS Maratanza in die Bombardierung von Jérémie ein.
Nach diesem Erfolg mussten die Aufständischen Petit-Goâve evakuieren. Im Februar 1869 befand sich das Departement Sud wieder unter Salnaves Kontrolle, mit Ausnahme der Städte Jérémie und Les Cayes, die allerdings durch seine Truppen belagert wurden. Von Camp Boudet aus befehligte er persönlich die Belagerung von Les Cayes, das er wahrscheinlich erobert hätte, wenn nicht zur gleichen Zeit seine Truppen in Artibonite Niederlagen erlitten hätten. Sein Stellvertreter und alter Weggefährte, General Victorin Chevallier wurde mit der Evakuierung von Gonaïves beauftragt, die von den Truppen von Saget besetzt wurden. Bei der Ankunft der Truppen von Chevallier in Port-au-Prince kam es zu derartigen Gefechten, dass Salnave mit seinen Einheiten schnellstens Camp Boudet verlassen musste, um am 1. September 1869 die Hauptstadt zu erreichen.
Zur gleichen Zeit stand ihm bereits der Widerstand des katholischen Klerus gegenüber, nachdem er am 28. Juni den Erzbischof von Port-au-Prince, Testar du Cosquer, fristlos entlassen hatte. Dieser Widerstand wuchs nach der ebenfalls fristlosen Entlassung von Monsignore Guilloux, dem Generalvikar der Diözese, am 16. Oktober 1869 noch weiter an.
Die Lage von Salnave wurde zunehmend schlechter. Einer seiner engsten Verbündeten, Kriegsminister Chevallier, der auch Kommandeur der Regierungsarmee um Jacmel war, desertierte im November 1869 und trat zu den Rebellen um Saget, Domingue und Boisrond-Canal über.
Salnave versuchte schon zuvor durch den Verzicht auf die zuvor usurpierte diktatorische Macht seine Präsidentschaft über das gesamte Land zu bewahren. Im August 1869 berief er einen Legislativrat, der sich im November 1869 zusammensetzte, und dabei die Präsidentschaft auf Lebenszeit für Salnave bestätigte und die Verfassung von 1846 wieder einführte. Allerdings kamen diese Schritte zu spät, so dass der Verzicht auf die diktatorische Macht sich als nutzlos zum Erhalt seiner Herrschaft erwies, zumal sich auch Cap-Haïtien und das gesamte Departement Nord-Ouest der Rebellion gegen Salnave anschlossen.
Ein verwegener Angriff auf die Hauptstadt beendete schließlich diesen Bürgerkrieg. Am 18. Dezember 1869 erreichten die Generale Boisrond-Canal und Brice an der Spitze von 1.200 Soldaten Port-au-Prince, nachdem sie in der Nacht zuvor das Kriegsschiff der Regierung La Terreur erobert hatten. Während der nachfolgenden Gefechte begann das Schiff mit der Bombardierung des Regierungssitzes („Maison Exécutif“) und zerstörte dabei das Pulverlager des Palastes, kurz nachdem Präsident Salnave das Gebäude verlassen hatte.
Am 27. Dezember 1869 konstituierte sich eine Provisorische Regierung unter dem Vorsitz von Saget, Vizepräsident Domingue und den weiteren Mitgliedern Pierre Nord Alexis, Dupont Junior und Volmar Laporte.
Salnave floh in die benachbarte Dominikanische Republik, allerdings wurde er vom dominikanischen General José María Cabral, der Sympathien für seine Gegner hatte, an die Aufständischen ausgeliefert. Am 15. Januar 1870 wurde er nach seiner Ankunft in Port-au-Prince vor einem Kriegsgericht angeklagt. Von diesem wurde er zum Tode verurteilt und noch am selben Tag um 18 Uhr an einem Pfahl auf dem Gelände des heruntergebrannten Regierungssitzes gefesselt erschossen.